# 헝거게임: 노래하는 새와 뱀의 발라드
《헝거게임: 노래하는 새와 뱀의 발라드》(영어: The Hunger Games: The Ballad of Songbirds and Snakes)는 2023년 개봉한 미국의 SF 액션 영화이다. 프랜시스 로런스가 감독을 맡았으며, 수잔 콜린스의 동명 소설이 영화의 원작이다. 영화 《헝거 게임》 시리즈의 프리퀄 작품이다.

## 출연
- 톰 블라이스 - 코리올라누스 스노우 역
- 레이철 제글러 - 루시 그레이 베어드 역
- 피터 딩클리지 - 캐스카 하이바텀 역
- 헌터 셰이퍼 - 티그리스 스노우 역
- 조시 안드레스 리베라 - 세자누스 플린스 역
- 제이슨 슈워츠먼 - 루크리셔스 플리커먼 역
- 바이올라 데이비스 - 볼럼니아 골 박사 역
- 번 고먼 - 호프 사령관 역
- 피오눌라 플래너건 - 스노우 할머님 역
- 애슐리 랴오 - 클리멘샤 도브코트 역
- 맥스 라파엘 - 페스터스 크리드 역
- 조이 러네이 - 라이시스트라타 비커스 역
- 닉 벤슨 - 제섭 역
- 이저벨 제스퍼 존스 - 메이페어 리프 역
- 다코타 셔피로 - 빌리 토프 역
- 본 라일리 - 모드 아이보리 역
- 아너 길리스 - 바브 애저 역
- 에이케 오냠부 - 탬 앰버 역
- 콘스탄틴 태핏 - 클러크 카마인 역
- 조지 섬너 - 스프루스 역
- 칼 스펜서 - 스마일리 역
- 스콧 폴런 - 빈폴 역
- 마이클 그레코 - 스트레이보 플린스 역
- 대니엘라 그루버트 - 플린스 부인 역